# Branț

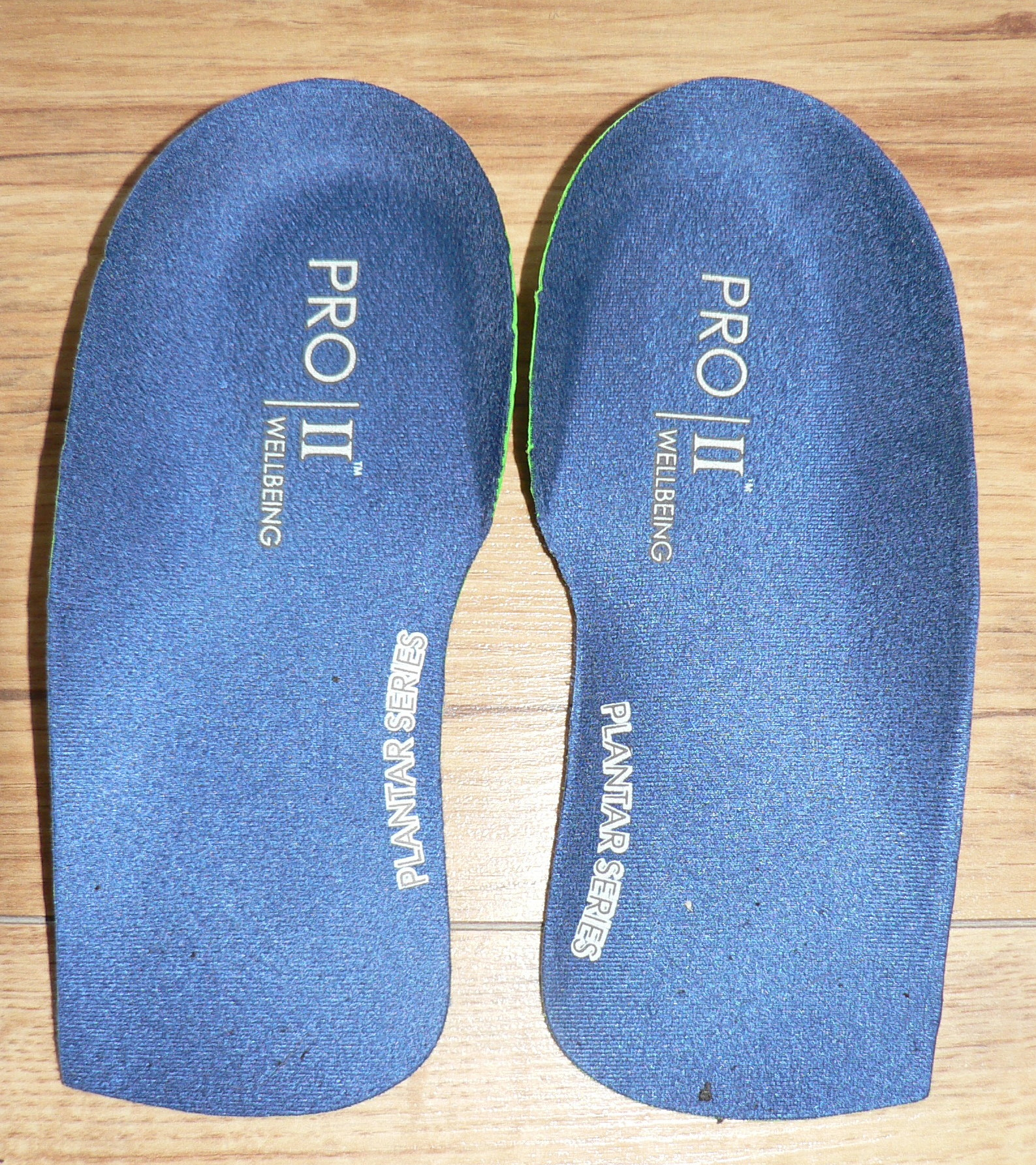
O pereche de branțuri ortopedice

Branțul este o piesă folosită în interiorul încălțămintei, peste talpa unui pantof. Poate fi folosită atât pentru confort, cât și pentru corecție ortopedică.